# Eduard von Feuchtersleben
Eduard von Feuchtersleben (né en 1798 à Cracovie, mort en 1857 à Bad Aussee) est un écrivain autrichien.

## Biographie
Eduard von Feuchtersleben est le petit-fils du Viennois d'origine africaine Angelo Soliman. Ses parents sont Josephine Soliman et Ernst von Feuchtersleben, ingénieur originaire de Hildburghausen. Après la mort de sa mère en 1801, il vient à Vienne. Son père se marie une seconde fois et donne naissance à un demi-frère, Ernst, en 1806, qui perd lui aussi sa mère peu après. Les deux garçons sont confiés à une nourrice.
Eduard étudie à Vienne et en Hongrie et devient ingénieur des mines. En 1832, il est haut fonctionnaire à Bad Aussee dans les mines de sel.
Il se crée un cercle d'amis et de connaissances, principalement issus de la littérature et du théâtre. Parmi ses amis, il y a Franz Grillparzer, Eduard von Bauernfeld ou Nikolaus Lenau. Johann Ludwig Deinhardstein (de) apparaît comme l'ami le plus important.
À partir de 1817, Eduard von Feuchtersleben écrit de courtes pièces pour le théâtre amateur, des essais et des poèmes qui sont imprimés dès 1822. Il décrit de façon charmante les paysages et les gens qu'il rencontre au cours de ses voyages.
Il n'est une figure littéraire importante, mais il a une grande influence sur son frère Ernst von Feuchtersleben en lui faisant connaître la poésie de l'époque romantique. Eduard et Ernst sont intimement liés tout au long de leurs vies. Ernst lui dédie certains écrits. Il souhaite également faire une édition complète des œuvres de son demi-frère[réf. nécessaire], mais cela en est resté en ébauche.